# Chamaepsila limbatella
Chamaepsila limbatella är en tvåvingeart som först beskrevs av Zetterstedt 1847.  Chamaepsila limbatella ingår i släktet Chamaepsila, och familjen rotflugor. Arten är reproducerande i Sverige.